# راي راسل
راي راسل (بالإنجليزية: Ray Russell)‏ (4 سبتمبر 1924، شيكاغو في الولايات المتحدة - 15 مارس 1999، لوس أنجلوس في الولايات المتحدة)؛ روائي بريطاني.

## روابط خارجية
- راي راسل على موقع IMDb (الإنجليزية)
- راي راسل على موقع قاعدة بيانات الفيلم (الإنجليزية)